# René Auberjonois
René Murat Auberjonois (/rəˈneɪ oʊˌbɛərʒənˈwɑː/; Nova Iorque, 1 de junho de 1940 – Los Angeles, 8 de dezembro de 2019) foi um ator, cineasta e dublador norte-americano. 
Alcançou a fama no teatro, onde ganhou o Tony em 1970 no musical Coco, ao lado de Katharine Hepburn. René ainda seria indicado mais três vezes por suas performances na peça The Good Doctor (1973), Neil Simon, no musical Big River (1985), de Roger Miller e no musical City of Angels (1989), de Cy Coleman. Por Big River, ele ganhou o Drama Desk Award.
Com mais de 200 peças no currículo, René também ficou famoso por interpretar personagens em várias séries de televisão, incluindo Clayton Endicott III no seriado Benson (1980–1986), papel pelo qual foi indicado ao Emmy Award; Odo em Star Trek: Deep Space Nine (1993–1999) e Paul Lewiston em Boston Legal (2004–2008). No cinema, René esteve em várias produções de Robert Altman como M*A*S*H (1970); King Kong (1976) e O Patriota (2000). 
René também foi dublador em várias animações, videogames e em outras produções.

## Biografia
René nasceu em 1940, na cidade de Nova Iorque. Seu pai, Fernand Auberjonois, era suíço, correspondente internacional durante a Guerra Fria e escritor indicado ao Prêmio Pulitzer. Sua mãe, Laure Louise Napoléone Eugénie Caroline Murat, era trineta de Carolina Bonaparte, irmã mais nova da esposa de Napoleão, e Joachim Murat, um dos marechais de campo de Napoleão e Rei de Nápoles durante o Primeiro Império Francês. René tinha uma irmã e um irmão e mais dois meio irmãos do primeiro casamento da mãe.
Seu avô, René Victor Auberjonois, era um pintor impressionista suíço. A família mudou-se para Paris durante a Segunda Guerra Mundial e após alguns anos na França, a família se mudou para os Estados Unidos e se juntou à colônia de artistas de South Mountain Road, em Nova Iorque, cujos residentes incluíam Burgess Meredith, John Houseman e Lotte Lenya.
A família também morou em Londres por algum tempo, onde René terminou o ensino médio enquanto estudava drama. Para terminar os estudos, René estudou no Universidade Carnegie Mellon e obteve um bacharelado em Belas Artes em 1962.
Auberjonois recebeu o prêmio Tony de teatro em 1970, pelo papel de Sebastian Baye em Coco, atuando com Katharine Hepburn. Posteriormente, colheu outras três indicações ao prêmio, por outros papéis.
Participou da dublagem de Fallout: New Vegas no papel do enigmático Mr. House e também de um episódio de The Super Powers Team: Galactic Guardians. O ator também dublou o personagem Janos Audron da série de jogos Legacy Of Kain.

## Vida pessoal
René se casou com Judith Mihalyi em 1963. Eles tiveram dois filhos, Tessa e Rémy.

## Morte
Em uma entrevista à revista Compassion & Choices, Judith revelou que René descobriu um câncer de pulmão e começou a fazer quimioterapia em 2018. No ano seguinte, ele descobriu que o câncer tinha entrado em metástase e tinha chegado ao cérebro.
Como residente da Califórnia, René decidiu buscar o suicídio assistido amparado pelo Lei de Opção pelo Fim da Vida. Em 6 de dezembro de 2019, René passou suas últimas horas em companhia da família em sua casa em Los Angeles, vendo fotos antigas e ouvindo suas músicas preferidas. Ele então tomou a medicação prescrita para o suicídio assistido e morreu no mesmo dia aos 79 anos.
A Lei de Opção pelo Fim da Vida da Califórnia estipula que as certidões de óbito devem listar a doença terminal subjacente como a causa da morte, em vez do uso de medicamentos que acabam com a vida. Assim, a causa oficial da morte de René foi câncer de pulmão em metástase.